# Hans Boelsen
Hans Boelsen foi um general da Alemanha durante a Segunda Guerra Mundial comandando diversas divisões panzer. Nasceu em Emden em 6 de Março de 1894, faleceu em Frankfurt am Main em 24 de Outubro de 1960.

## Biografia
Hans Boelsen se alistou para o Exército como voluntário em Agosto de 1914 e se tornou um oficial cadete em 1915, encerrando a Primeira Guerra Mundial 1914-18 como Leutnant.
No seu retorno para a vida civil, estudou direito, sendo graduado com dois doutorados, em ciência política e em leis em 1923 e 1928 respectivamente.
Retornou ao serviço ativo em 1934, se tornou Major com o início da Segunda Guerra Mundial. Ele serviu em vários general staffs e na escola de infantaria em Döberitz antes de subir para a patente de Oberst em 1 de Março de 1942. Como comandante oficial do Regimento Panzer 11, ele foi promovido para Generalmajor em 1 de Junho de 1944 e após para Generalleutnant em 1 de Março de 1944.
Mais tarde ele assumiu o comando da 29. Panzergrenadier Divison (5 de Março de 1944) a após a 26ª Divisão Panzer (11 de Abril de 1944). Em 10 de Setembro de 1944, comandou a 18ª Divisão Panzer antes de ser colocado no comando da reserva em 4 de Fevereiro de 1945. Em março de 1945, ele comandou a Divisão Nr 172.
Foi feito prisioneiro em 29 de Março de 1945, sendo libertado em 1947 e faleceu em Frankfurt am Main em 24 de Outubro de 1960.

## Condecorações
Foi condecorado com a Cruz de Cavaleiro da Cruz de Ferro (17 de Setembro de 1943) e a Cruz Germânica em Ouro (17 de Novembro de 1941).